# Mieszczorski Park Narodowy
Mieszczorski Park Narodowy (ros. Национальный парк «Мещёрский») – park narodowy w północnej części obwodu riazańskiego w Rosji. Znajduje się w rejonach klepikowskim i riazańskim, a jego obszar wynosi 1030,14 km². Został utworzony dekretem rządu Federacji Rosyjskiej z dnia 9 kwietnia 1992 roku. Od 2016 roku podlega zarządowi Parku Narodowego „Mieszczora” do którego przylega od północy. Park jest wpisany na listę konwencji ramsarskiej dotyczącej obszarów wodno-błotnych mających znaczenie międzynarodowe, zwłaszcza jako środowisko życiowe ptactwa wodnego.

## Opis
Park został zorganizowany w celu zachowania mokradeł Niziny Mieszczorskiej w dorzeczu rzeki Pra i Jezior Klepikowskich. Większość parku znajduje się w dorzeczu rzeki Pra. Rzeka płynie wzdłuż płaskiej, silnie zabagnionej równiny, słabo poprzecinanej niewielkimi pagórkami i zagłębieniami licznych jezior. Równina ta jest często zalewana wodą o głębokości do 1,5 m. Jeziora Klepikowskie natomiast to łańcuch jezior oddzielonych krótkimi kanałami. Mimo dużej powierzchni (największe z nich to jezioro Wielikoje, o powierzchni 20,7 km²), są w większości płytkie, ich głębokość nie przekracza 0,4–1 m. Niektóre jeziora są pochodzenia lodowcowego i są głębsze. Najgłębsze z nich to jezioro Biełoje (56 metrów głębokości).

## Flora i fauna
Znaczną część parku zajmują lasy sosnowe, brzozowe i mieszane. Wzdłuż rzeki Pra ciągną się olsy i łąki. W parku występuje ponad 800 gatunków roślin, w szczególności rośliny wodne takie jak np.: jezierza (Najas tenuissima) i poryblin (Isoetes setacea).  

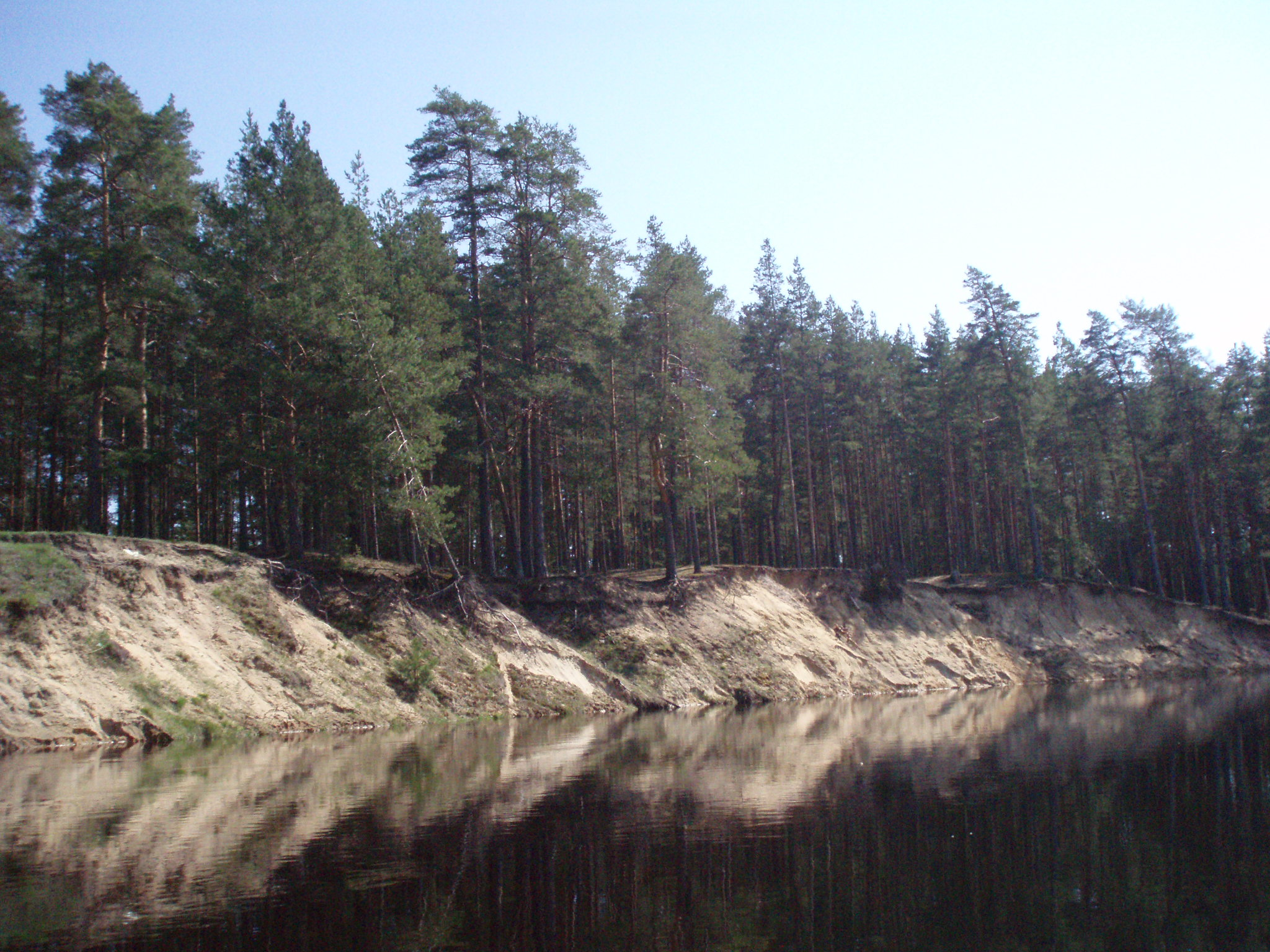
Rzeka Pra

Park jest domem dla około 1500 bezkręgowców. Najliczniejsze są owady. W jeziorach zarejestrowano około 30 gatunków ryb. Można tu spotkać 11 gatunków płazów i 6 gatunków gadów, w tym kumaka nizinnego, gniewosza plamistego i padalca zwyczajnego. Park jest też domem dla około 50 gatunków ssaków. Najczęściej spotykane to m.in. łoś euroazjatycki, dzik euroazjatycki, bóbr europejski, zając bielak, desman ukraiński, gronostaj europejski, łasica pospolita, norka amerykańska i kuna leśna. 
W parku stwierdzono ponad 200 gatunków ptaków, z których większość gniazduje. Są to m.in. bocian czarny, puchacz zwyczajny, gadożer zwyczajny, szczudłak zwyczajny, głuszec zwyczajny, żuraw zwyczajny, uszatka zwyczajna i jemiołuszka zwyczajna.
Dolina rzeki Pra z licznymi jeziorami i łąkami łęgowymi przyciąga wiosną i jesienią tysiące stad ptaków wędrownych. Wiele ptaków zostaje na sezon lęgowy. Są to m.in. krzyżówki, cyraneczki zwyczajne, łyski zwyczajne, bąki zwyczajne, mewy śmieszki i rybitwy białowąse.